# Эдисултанов, Ислам Вахаевич
Исла́м Ваха́евич Эдисулта́нов (Едисулта́нов) (род. 23 октября 1985, Белгатой, Чечено-Ингушская АССР) — российский боксёр, призёр чемпионатов России, победитель боксёрского турнира Всемирных игр боевых искусств, победитель и призёр всероссийских и международных турниров.

## Биография
Чеченец. Родился 23 октября 1985 года. В 2000 году начал заниматься боксом. Мастер спорта России международного класса. Его тренерами были Беслан Кадыров и И. У. Туркоев. Выпускник Чеченского государственного университета.

## Спортивные результаты

### Любительская карьера
- Победитель I-ой летней Спартакиады России 2006 года;
- Призёр международного турнира 2008 года в Баку;
- Чемпионат России по боксу 2009 года — ;
- Чемпионат России по боксу 2011 года — ;
- Чемпионат России по боксу 2012 года — ;
- Чемпионат России по боксу 2013 года — ;
- Победитель международного турнира по боксу «Странджа» в Софии в 2013 году;

### Профессиональный бокс
27 февраля 2015 года дебютировал на профессиональном ринге. Хотя Эдисултанов побывал в нокдауне в первом раунде, тем не менее он одержал победу по очкам над аргентинцем Оскаром Роберто Мединой.
В таблице перечислены результаты всех поединков боксёров.
В каждой строке указан результат поединка. Дополнительно номер поединка обозначен цветом, который обозначает итог поединка. Расшифровка обозначений и цветов представлена в нижеследующей таблице.
| Пример | Расшифровка                     |
| ------ | ------------------------------- |
|        | Победа                          |
|        | Ничья                           |
|        | Поражение                       |
|        | Планируемый поединок            |
|        | Поединок признан несостоявшимся |
| КО     | Нокаут                          |
| ТКО    | Технический нокаут              |
| PTS    | Решение судей (по очкам)        |
| UD     | Единогласное решение судей      |
| MD     | Решение большинства судей       |
| SD     | Раздельное решение судей        |
| RTD    | Отказ от продолжения боя        |
| DQ     | Дисквалификация                 |
| NC     | Поединок признан несостоявшимся |

| Бой | Дата            | Соперник                      | Место проведения                                                       | Результат  | Примечание                                                                                             |
| --- | --------------- | ----------------------------- | ---------------------------------------------------------------------- | ---------- | --- |
| 12  | 3 ноября 2021   | Ласло Тот (30-5-2)            | Грозный, Чечня, Россия                                                 | RTD4 (10)  | Завоевал вакантный титул WBC International Silver в 1-м среднем весе.                                  |
| 11  | 8 апреля 2021   | Пеле Садоян (8-2-2)           | Грозный, Чечня, Россия                                                 | RTD4 (8)   | |
| 10  | 21 февраля 2020 | Евгений Терентьев (15-2-0)    | Москва, Россия                                                         | UD10 (10)  | Завоевал вакантный титул WBC Asian Boxing Council в 1-м среднем весе. Счёт: 96-92 и 97-91 (дважды).    |
| 9   | 22 июля 2019    | Вагинак Тамразян (16-4-0)     | Красная площадь, Москва, Россия                                        | SD10 (10)  | Защитил титул чемпиона России в 1-м среднем весе (1-я защита Эдисултанова). Счёт: 97-94, 96-94, 95-96. |
| 8   | 18 апреля 2019  | Алексей Евченко (18-11-1)     | Грозный, Чечня, Россия                                                 | TKO10 (10) | Завоевал вакантный титул чемпиона России в 1-м среднем весе.                                           |
| 7   | 2 февраля 2019  | Павел Мамонтов (12-7-2)       | Витязь, Анапа, Краснодарский край, Россия                              | RTD5 (10)  | |
| 6   | 5 сентября 2018 | Фаррухжон Ахадов (2-1-0)      | Amphitheatre, Грозный, Чечня, Россия                                   | TKO3 (6)   | Ахадов в нокдауне во 2-м и 3-м раундах.                                                                |
| 5   | 28 июля 2018    | Ашот Папян (7-2-0)            | Galaktika Culture Centre, Эстосадок, Краснодарский край, Россия        | TKO4 (8)   | |
| 4   | 8 мая 2016      | Александр Иванов (9-1-0)      | Видное, Московская область, Россия                                     | TKO6 (6)   | |
| 3   | 5 марта 2016    | Патрик Атухейрве (6-2-0)      | Спортхолл «Колизей», Грозный, Чечня, Россия                            | KO1 (6)    | |
| 2   | 12 июня 2015    | Максим Смирнов (8-4-2)        | СОК «Арена» (бывший Rings), Екатеринбург, Свердловская область, Россия | UD6 (6)    | Счёт судей: 59/55, 60/55, 60/54.                                                                       |
| 1   | 27 февраля 2015 | Оскар Роберто Медина (24-7-2) | СОК «Арена» (бывший Rings), Екатеринбург, Свердловская область, Россия | UD4 (4)    | Эдисултанов в нокдауне в 1-м раунде. Счёт судей: 38/37 (все).                                          |
| Бой | Дата            | Соперник                      | Место проведения                                                       | Результат  | Примечание                                                                                             |